# Guvernementet Baku
Guvernementet Baku var ett ryskt guvernement i generalguvernementet Kaukasus, det omfattade sydligaste delen av ryska kusten vid Kaspiska havet och begränsades för övrigt av
Dagestan, Jelizavetpol och Persien.
Det hade en yta på 39 306
km2 och 789 659 invånare (1897), därav två tredjedelar
azerbajdzjaner, för övrigt tater, lezginer, armenier, judar m. fl.
Ryssarna var ganska fåtaliga och var till största delen
raskolniker, i synnerhet molokaner.
I södra kusten gjorde Kisil Agatsj-viken med en mängd öar en djup och bred inskärning; längre norrut sköt halvön
Apsjeron långt ut i havet. Norra delen av Baku uppfylldes av Kaukasusbergen och dess förgreningar;
södra gränsen bildas av Talysj-bergen. Mellersta delen var ett lågt slättland, genomflutet av Kura
och Aras med dess biflod Bolgary, medan de från
Kaukasus nedrinnande floderna förgrenade sig till sjöar och träsk, men inte nådde huvudströmmen. Söder om Kura låg Mugan- och Sjirinkumstäpperna.
Huvudnäringar var jordbruk och, företrädesvis,
boskapsskötsel samt tillgodogörandet av de stora tillgångarna på petroleum. Guvernementet genomskars av Baku–Tiflis-järnvägen (237 km.)
med åtskilliga bibanor.

## Källa
Den här artikeln är helt eller delvis baserad på material från Nordisk familjebok, Baku, 1904–1926.